# Richmond WCT 1982
Il Richmond WCT 1982 è stato un torneo di tennis giocato sul sintetico indoor. È stata la 15ª edizione del torneo che fa parte del World Championship Tennis 1982. Si è giocato a Richmond negli Stati Uniti dall'8 al 14 febbraio 1982.

## Campioni

### Singolare maschile
José Luis Clerc ha battuto in finale  Fritz Buehning con il punteggio di 3–6, 6–3, 6–4, 6–3

### Doppio maschile
Mark Edmondson /  Kim Warwick hanno battuto in finale  Syd Ball /  Rolf Gehring con il punteggio di 6–4, 6–2